# Орловачко језеро
Орловачко језеро је природно језеро у Републици Српској, у БиХ на планини Зеленгора. Налази се на надморској висини од 1.438 метара. Удаљено је од Југовог језера око 1 километар. Дужина језера је око 350 метара, ширина око 100 m, а просечна дубина око 5 метара. Језеро се налази у склопу Националног парка Сутјеска. Источно од језера се издижу врхови Орловац и Орловача, југоисточно Брегоч (2.014 m), јужно Стог (1.821 m) и северно Љељен (1.765 m).

## Екосистем
У језеру живе поточна пастрмка, језерска златовчица, а убачена је и калифорнијска пастрмка.